# Lista volumelor publicate în Colecția Super Fiction (Editura Vremea)
Colecția Super Fiction de la Editura Vremea a fost lansată în anul 1993 și a adus în atenția cititorilor numeroase opere ale lui A. E. van Vogt, precum și scriitori ca Robert A. Heinlein, Ira Levin sau Theodore Sturgeon.
În continuare este prezentată lista volumelor publicate în Colecția Super Fiction:

## 1993 - 1999
Între anii 1993 și 1999 au fost publicate 23 de numere ale Colecției Super Fiction. Spre deosebire de alte colecțiile similare, aceasta nu a fost numerotată și nu a reeditat volume pe care să le fi publicat într-un număr anterior, păstrându-și același format și design.
| Autor(i)           | Titlu                      | Titlu original                 | Traducător(i)                                       | Data apariției | Note / Ref. |
| ------------------ | -------------------------- | ------------------------------ | --------------------------------------------------- | -------------- | ----------- |
| A. E. van Vogt     | Casa veșniciei             | The House that Stood Still     | Diana Stanciu                                       | 1993           |             |
| A. E. Van Vogt     | Silkie                     | The Silkie                     | Barbu Cioculescu                                    | 1993           | [ 1 ]       |
| A. E. Van Vogt     | Soarele subteran           | Renaissance                    | Silvia Colfescu                                     | 1993           |             |
| Theodore Sturgeon  | Mai mult decât oameni      | More than Human                | Mirela și Nicolae Baltă                             | 1994           | [ 2 ]       |
| A. E. Van Vogt     | Rătăcitori printre stele   | Rogue Ship                     | Silvia Colfescu                                     | 1994           |             |
| A. E. Van Vogt     | Stăpânii timpului          | Masters of Time                | Mirela și Nicolae Baltă                             | 1994           | [ 3 ]       |
| Ira Levin          | O zi perfectă              | The Perfect Day                |                                                     | 1995           |             |
| Theodore Sturgeon  | Nestemate visătoare        | The Dreaming Jewels            |                                                     | 1995           |             |
| A. E. Van Vogt     | Invadatorii                | Supermind                      | Nicolae Damaschin                                   | 1995           |             |
| A. E. Van Vogt     | Lupta pentru veșnicie      | The Battle of Forever          | Eugen Rusu                                          | 1995           | [ 4 ]       |
| A. E. Van Vogt     | Războiul împotriva rulilor | The War Against the Rull       | Ruxandra Vasilescu-Potlog                           | 1995           |             |
| John Brunner       | Timpuri nenumărate         | Times Without Number           | Petru Iamandi                                       | 1996           |             |
| Ira Levin          | Băieții din Brazilia       | The Boys from Brasil           |                                                     | 1996           |             |
| Robert Silverberg  | Omul stocastic             | The Stochastic Man             |                                                     | 1996           |             |
| A. E. Van Vogt     | Fauna spațiului            | The Voyage of the Space Beagle | Petre Solomon                                       | 1996           |             |
| A. E. Van Vogt     | Omul cu o mie de nume      | The Man with a Thousand Name   |                                                     | 1996           |             |
| Robert A. Heinlein | Luna e o doamnă crudă      | The Moon is a Harsh Mistress   |                                                     | 1997           |             |
| A. E. Van Vogt     | Întuneric pe Diamondia     | The Darkness on Diamondia      | Radu Albaiu                                         | 1997           |             |
| A. E. Van Vogt     | Cucerirea Kiberului        | To Conquer Kiber               | Silvia Colfescu                                     | 1998           |             |
| Lino Aldani        | Vânătorul electronic       | Il cacciatore elettronico      | Cornelia Marian, Silvia Colfescu, Alexandru Ciochia | 1999           |             |
| Robert A. Heinlein | Străin în țară străină     | Stranger in a Strange Land     |                                                     | 1999           |             |
| A. E. Van Vogt     | Întâlnire cosmică          | Cosmic Encounter               | Ion Aramă                                           | 1999           |             |

## 2005
În anul 2005, în cadrul colecției a apărut o reeditare a unui roman publicat în 2000 la o alta editura:
| Autor(i)       | Titlu                   | Titlu original | Traducător(i) | Data apariției | Note / Ref. |
| -------------- | ----------------------- | -------------- | ------------- | -------------- | ----------- |
| Sergiu Someșan | Să n-o săruți pe Isabel | -              | -             | 2005           |             |

## Alte volume
Editura Vremea a publicat în cadrul colecției și alte cărți în afara romanelor SF:
| Autor(i)                       | Titlu                  | Titlu original                         | Traducător(i)   | Data apariției | Note / Ref. |
| ------------------------------ | ---------------------- | -------------------------------------- | --------------- | -------------- | ----------- |
| Carl Nagaitis și Philip Mantle | Răpiri în spațiu       | Without Consent                        | Ioana Gherman   | 1996           |             |
| Jacques Sadoul                 | Istoria SF-ului modern | Histoire de la science-fiction moderne | Silvia Colfescu | 1997           |             |